# Камберленд, Стив
Стивен Артур Камберленд (англ. Steven Arthur Cumberland), также известный просто как Стив Камберленд (англ. Steve Cumberland; 1966/1967 — 17 апреля 2022) — новозеландский регбист и регбийный тренер, выступавший на позиции пропа.

## Биография
Игровую карьеру начал в школе Палмерстон-Норт в сезоне 1981/1982, был вице-капитаном команды школы и участвовал в турнире на Тайване. На взрослом уровне выступал за команду региона Манавату с Северного острова, проведя 25 матчей в 1985—1987 годах и набрав 8 очков благодаря 4 попыткам. В 1988 году он перебрался на Южный остров, где стал игроком клуба Отаго. В 1988—1993 годах он сыграл 81 игру, набрав 16 очков (4 попытки) и выиграв в 1991 году чемпионат регионов Новой Зеландии. Выступал под руководством тренеров Лори Мэйнса и Гордона Хантера. 24 мая 1998 года в составе команды Отаго Камберленд сыграл против сборной Уэльса в Данидине на стадионе «Кэрисбрук» (Уэльс победил 15:13). 8 июня 1991 года он сыграл там же против сборной СССР (победа сборной Отаго со счётом 37:11). Некоторое время Камберленд также выступал в Ирландии.
После игровой карьеры работал тренером, был помощником тренера команды региона Отаго в 2004—2007 годах и помощником тренера клуба «Хайлендерс» до 2008 года (трудился под руководством Грега Купера и Глена Мура). Работал в Японии тренером нападающих клуба «Кобе Стилерз» с 2008 по 2016 годы. В 2011 году ненадолго возвращался в «Хайлендерс» в тренерский штаб Джейми Джозефа, Саймона Калхейна и Кирана Кина, прежде чем вернуться в Японию. В 2015 году был помощником Кори Брауна в тренерском штабе команды Отаго. В 2016—2018 годах — тренер нападающих клуба «Кинтэцу Лайнерс», в 2018 году вернулся в Кобе, а в 2022 году стал главным тренером нападающих в тренерском штабе «Кобе Стилерз».
Всего в Японии он работал на протяжении 14 лет. Среди его новозеландских коллег по тренерскому цеху «Кобе Стилерз» были Уэйн Смит (спортивный директор), Дэйв Диллон (главный тренер) и Ник Холтен (старший тренер). 
Умер 17 апреля 2022 года в Японии в возрасте 56 лет.

## Стиль игры
Согласно воспоминаниям своего одноклубника по команде Отаго Грега Купера, Камберленд был представителем лучших пропов команды Отаго на стыке 1980-х и 1990-х годов, будучи агрессивным игроком на поле и не менее жёстким человеком вне поля.

## Личная жизнь
Отец — Брайан Камберленд, мать — Джанет Салливан, мачеха — Дебора Камберленд. Брат — Крис. Супруга — Пэм, сыновья — Мэтт и Тейлор, также регбисты. Учился в школе Палмерстон-Норт в 1978—1982 годах, был чемпионом школы по боксу в тяжёлом весе среди старшеклассников, а также играл за крикетную команду «Хэвис» (англ. The Heavies) и был чемпионом по толканию ядра.

## Комментарии
1. ↑  По другим данным, 24 игры и 8 очков[3]